# إيدا فيتالي
إيدا فيتالي (بالإسبانية: Ida Vitale) (2 نوفمبر 1923، مونتفيدو في الأوروغواي)؛ مُدرسة، مترجمة، كاتِبة وشاعرة .

## الجوائز
- جائزة ثيربانتس
- 100 امرأة على بي بي سي